# Nemacladus interior
Nemacladus interior är en klockväxtart som först beskrevs av Philip Alexander Munz, och fick sitt nu gällande namn av G.T.Robbins. Nemacladus interior ingår i släktet Nemacladus och familjen klockväxter. Inga underarter finns listade i Catalogue of Life.